# Andromaco di Tauromenio
Andromaco di Tauromenio (fl. IV secolo a.C.) è stato un politico siceliota, tiranno di Tauromenio.

## Storia
Padre dello storico Timeo di Tauromenio, ad Andromaco va ascritta la rifondazione (nel 358 a.C.) di Tauromenio, già centro dei Siculi a cui Dionisio il Vecchio aveva assegnato il territorio della distrutta Naxos e che però avevano preferito raccogliersi sul Monte Tauro. La rifondazione del centro ad opera di Andromaco è una vera e propria riedificazione e avviene con elementi che discendono da Naxos.
Rilevante fu poi il contributo di Andromaco al successo dell'impresa siciliana del condottiero corinzio Timoleone, il quale proprio a Tauromenio sbarcò nel 344 a.C.